# Angelic harmony
Angelic harmony is een studioalbum van Phil Thornton. Het album is volledig in de stijl van zijn vorige albums volgespeeld, rustig voortkabbelende muziek, die de innerlijke rust bij de luisteraar naar boven moet halen.

## Musici
- Phil Thornton – alle muziekinstrumenten

## Muziek
| Nr. | Titel               | Duur  |
| --- | ------------------- | ----- |
| 1.  | Timeless passion    | 9:38  |
| 2.  | Flight of the heart | 14:42 |
| 3.  | Soul enchantment    | 13:05 |
| 4.  | Natural magic       | 10:18 |
| 5.  | Angelic harmony     | 5:24  |